# Joan Fontaine

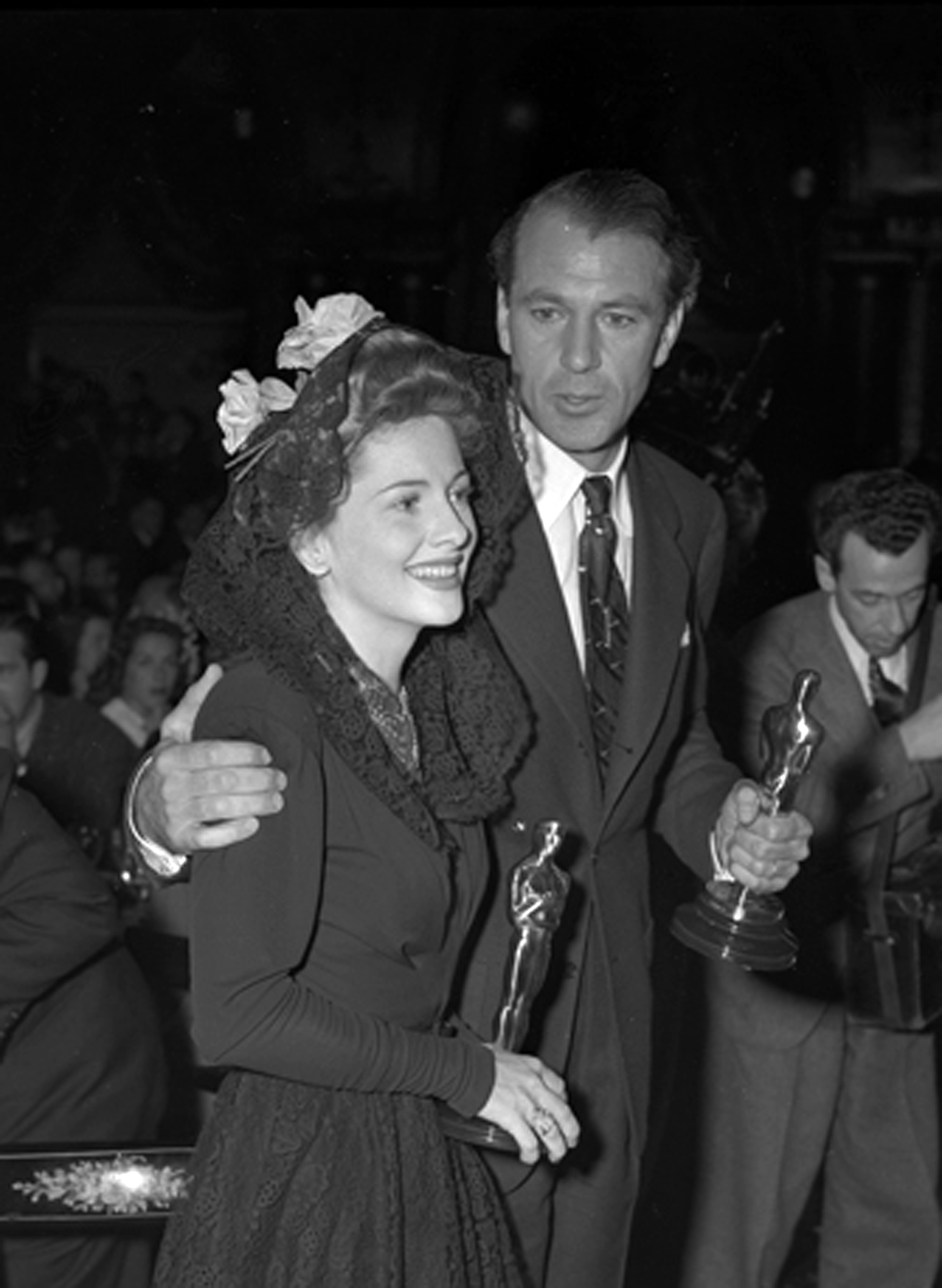
Fontaine en Gary Cooper met hun Oscars op de Academy Awards, 1942

Joan Fontaine, geboren als Joan de Beauvoir de Havilland (Tokio, 22 oktober 1917 – Carmel-by-the-Sea, Californië, 15 december 2013) was een Amerikaanse actrice.
Ze werd geboren als dochter van de octrooideskundige Walter Augustus de Havilland (1872-1968), en de Britse actrice Lilian Augusta Ruse (1886-1975), die bekend was onder de naam Lilian Fontaine.
Joan is de jongere zus van Olivia de Havilland. Als kind was ze vaak ziek en had ze last van bloedarmoede. Op advies van een arts verhuisde ze met haar moeder en haar zuster naar de Verenigde Staten, waar ze opgroeiden in Saratoga. Ze maakte in 1935 haar theaterdebuut en begon vanaf dat jaar ook in films te spelen. In 1939 trouwde ze met acteur Brian Aherne van wie ze in 1945 scheidde.
In 1940 kreeg ze haar eerste hoofdrol, in de film Rebecca. Hiervoor ontving ze een Oscarnominatie. Het volgende jaar kreeg ze een Oscar voor haar rol in Suspicion. In de jaren  veertig speelde ze in vele films en in de jaren vijftig was ze vooral te zien op Broadway en televisie (gastrolletjes). De laatste film waarin ze was te zien werd in 1994 uitgebracht.
Ze had geen goede relatie met haar zus. Het contact verslechterde nog toen Olivia in 1942 eveneens genomineerd werd voor een Oscar. Toen die naar Joan ging, weigerde deze de felicitatie van Olivia te ontvangen. Later won die alsnog zelf een Oscar, en daarmee zijn de zusters uniek in de filmgeschiedenis. Sinds 1975 spraken de twee echter niet meer met elkaar.
Op 15 december 2013 stierf Fontaine thuis, op 96-jarige leeftijd in Carmel-by-the-Sea in Californië, een natuurlijke dood.

## Filmografie
1. ↑   hollywoodreporter. Gearchiveerd op 29 januari 2021.

- Bibsys: 90957512
- Biblioteca Nacional de España: XX1166835
- Bibliothèque nationale de France: cb12506457t (data)
- Catàleg d'autoritats de noms i títols de Catalunya: 981058525279806706
- Gemeinsame Normdatei: 119191547
- International Standard Name Identifier: 0000 0001 2146 2376
- Library of Congress Control Number: n83201744
- National Archives and Records Administration: 10568983
- Nationale Bibliotheek van Tsjechië: xx0162306
- Nationale bibliotheek van Australië: 35853975
- Nationale Bibliotheek van Israël: 987007318386205171
- Nederlandse Thesaurus van Auteursnamen: 070154104
- Réseau des bibliothèques de Suisse occidentale: 02-A019099452
- Istituto Centrale per il Catalogo Unico: RAVV088722
- SNAC: w6dz1brk
- Système universitaire de documentation: 061782289
- Trove: 1116867
- Virtual International Authority File: 103989965
- WorldCat: E39PBJgtbqcTyJr3tq9YmJpgKd